# Motorola Atrix 4G
Motorola ATRIX 4G — коммуникатор производства компании Motorola Mobility, построенный на основе системы на кристалле Tegra 2 и оснащённый дисплеем с разрешением 540x960, выполненным по технологии PenTile. Устройство работает под управлением операционной системы Android 2.3.6, улучшенной фирменной оболочкой MOTOBLUR.
В феврале 2012 года Motorola заявила, что осенью будет подготовлено официальное обновление до Android 4 Ice Cream Sandwich, однако в сентябре отказалась от этих планов, вызвав возмущение среди пользователей.
10 октября на форуме XDA developers появилась августовская прошивка ICS для Atrix 4G, полученная, по словам автора сообщения, в результате утечки.